# ワンハンド・ロウイング

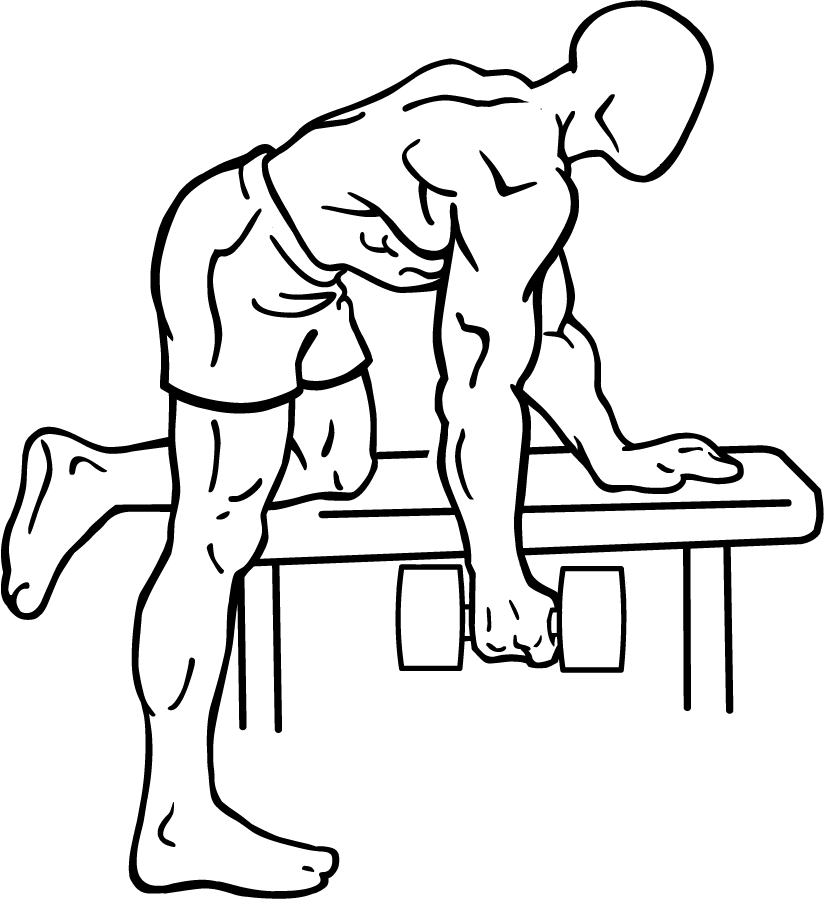
ワンハンド・ロウイング（スタート）

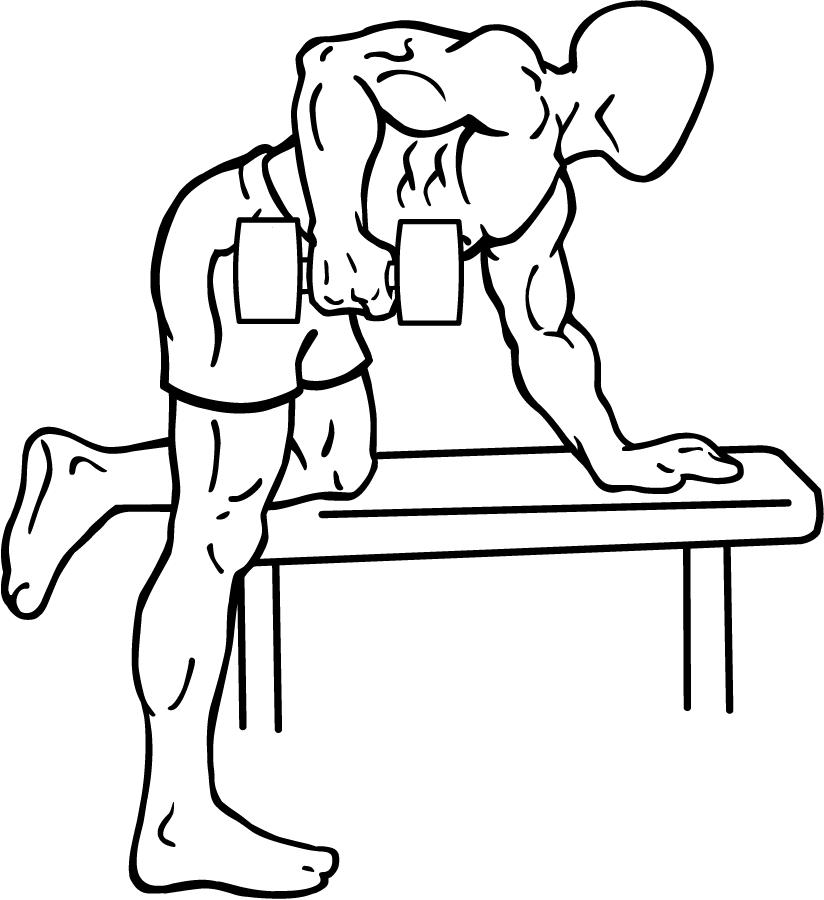
ワンハンド・ロウイング（フィニッシュ）

ワンハンド・ロウイングは、ウエイトトレーニングの種目の一つ。主に広背筋・上腕二頭筋・三角筋後部・僧帽筋中下部・菱形筋などに刺激を与え、筋量・筋力を増加させるのに効果がある。背中の筋肉を意識し、腕の力で持ち上げないようにする。

## 具体的動作
1. 左手にダンベルを持ち、左足を床につけ、右手と右ひざをベンチに乗せる。正面を見て背筋を伸ばす。肩を落とし、肩甲骨を十分にストレッチさせた姿勢をとる。
2. 息を吐きながらダンベルを上げていく。同時に肩甲骨を寄せていく。
3. 肘が上体と同じかそれよりもやや高い位置に来たら、息を吸いながら元の姿勢に戻る。
4. 2 - 3を繰り返す。反対側も同様に行う。